# Османско-персијски рат (1532–1555)
Османско-персијски рат (1532–1555) био је рат између Турског царства Сулејмана Величанственог и шиитске персијске државе Сафавида. Вођен је у две фазе (1533-1536. и 1548-1555) и завршен је турском победом, иако територијални добици нису били сразмерни уложеним напорима.

## Позадина
Персијски шах Исмаил Сафави, оснивач династије Сафавида (1501-1722), обнављајући Персијско Царство, освојио је 1510. Иран, Фарс, Кереман, Хамадан и Хорасан, и тиме угрозио интересе Турака Османлија који су на те области вршили притисак са запада. Пошто је учврстио власт у Турској, султан Селим Први (1512-1520) одлучио се да заустави експанзију Персије. Персијски шах Исмаил Први, да би га предухитрио, користећи се као непосредним поводом прогоном исламске секте Шиита у Турској, упао је 1514. у Малу Азију, али је 23. августа потучен у бици код Чалдирана, захваљујући турској пешадији и артиљерији. Турци су 5. септембра ушли у Табриз, главни град Сафавида. Због оскудице у храни и непослушности јаничара, Селим Први напустио је Табриз и упутио се на северозапад. Ушао је у Карс, где му се покоравају Грузијци, а затим заузео тврђаву Кема на Еуфрату.
За то време Исмаил Први повратио је део Курдистана, али је у Дијарбакиру наишао на отпор. Миром из 1515. Турци су напустили источни део Јерменије и Ерзерум, а задржали западни Курдистан и и северни део Месопотамије до Мосула. Даље продирање Османлија на исток заустављено је због рата Турске против Мамелука у Сирији и Египту.

## Рат

### Поход 1533-1536.
Турска војска под великим везиром Ибрахим-пашом у пролеће 1533. заузела је персијске утврђене градове око језера Ван. Пошто нису наишли на јачи отпор, Турци су 13. јула ушли у напуштени Табриз, а затим су преко Хамадана кренули на Багдад. Персијски шах Тахмасп Први (1524-1576) није пружио отпор, па је Ибрахим-паша 31. децембра 1534. заузео град без борбе. Међутим, почетком 1535. Персијанци су успели да поврате већи део освојених области, те су Турци исте године поново напали Табриз преко Ирбила и Марахеа (Maragheh). Јануара 1536. закључено је примирје; Турској је прикључен само Багдад.

### Поход 1548-1555.
У походу 1548-1549. против Персије султан Сулејман Величанствени упутио се у Ерзерум, а затим у Табриз, али се због оскудице у храни и губитака повукао у Дијарбакир. Ометен походом против Мађарске, династичком борбом и болешћу, Сулејман је поново кренуо на Персију тек 1554. преко Ерзерума и Карса. Заузео је Јереван, Нахичеван и продро до Табриза и Хамадана. Миром од 29. маја 1555. персијско-турска граница остала је непромењена.